# Bobrowo, Warmińsko-Mazurskie
Bobrowo [bɔˈbrɔvɔ] (German Bieberstein) là một ngôi làng thuộc khu hành chính của Gmina Barciany, thuộc huyện Kętrzyński, Zachodniopomorskie, ở phía bắc Ba Lan, gần biên giới với Kaliningrad Oblast của Nga. Nó nằm khoảng 6 kilômét (4 mi)  phía bắc Barciany, 21 km (13 mi) phía bắc Kętrzyn và 78 km (48 mi) về phía đông bắc của thủ đô khu vực Olsztyn.
Trước năm 1945, khu vực này là một phần của Đức (Đông Phổ).